# Johannes von Bärenfels
Johannes von Bärenfels (erstmals 1451 erwähnt, † 18. Juni 1495 in Basel) war ein Politiker und Bürgermeister von Basel.

## Leben
Johannes von Bärenfels wurde als Sohn von Arnold III. von Bärenfels, Basler Domherr und Bürgermeister, und dessen Ehefrau Elsina von Ramstein geboren.
Er war ein Ritter und Herr von Arisdorf und Hegenheim.
Von 1452 bis 1494 war er Ratsherr in Basel und in dieser Zeit war er von 1457 bis 1494 einer der letzten adligen Bürgermeister von Basel. In seinem Amt als Bürgermeister stellte er 1460, gemeinsam mit dem Rat der Stadt, bei Gründung der Universität Basel eine Urkunde aus, in der die Freiheiten und Privilegien der Universität anerkannt wurden. 1461 kaufte er die Farnsburg für die Stadt Basel.
1473 empfing er als Bürgermeister Kaiser Friedrich III. in Basel.
Er war 1466 und 1481 als Gesandter im Streit zwischen der Stadt Basel und dem Fürstbischof Johann von Vienne tätig. Er war auch 1468 beim Waldshuter Frieden sowie von 1469 bis 1474 bei den Verhandlungen im Vorfeld der Burgunderkriege beteiligt.
1475 nahm er am Zug nach Neuss teil und war auch im gleichen Jahr Abgeordneter bei der Tagsatzung in Luzern.
Vom 6. bis 24. Januar 1478 war er am Kongress beteiligt, der in Zürich stattfand und bei dem sich die verschiedenen Kriegsparteien des Saubannerzuges über die Aufteilung der Kriegsbeute einigten.
Er vertrat Basel häufig auf den Reichstagen und erwirkte 1471 in Regensburg beim Kaiser Friedrich III. ein Messeprivileg für die Stadt Basel, nach der jährlich zwei je vierzehntägige Jahrmärkte (Messen) abgehalten werden durften.
Johannes von Bärenfels war mit Magdalena († 5. August 1493), Tochter des Hans Wilhelm von Mülinen († 1449), Kammerherr des Herzog Friedrich IV. von Tirol, verheiratet. Ihre gemeinsame Tochter Beatrix von Bärenfels (1470–1524) war mit Adam von Landsberg († 1501) verheiratet.